# El Time
El Time es una localidad española del municipio de Puerto del Rosario, situado en la isla de Fuerteventura, perteneciente a la provincia de Las Palmas, en la comunidad autónoma de Canarias.

## Toponimia
El nombre del lugar puede encontrarse escrito como El Time y Time.

## Historia
Hacia mediados del siglo XIX, el lugar era referido como un pago dependiente por entonces del municipio de Tetir. Aparece descrito en el decimocuarto volumen del Diccionario geográfico-estadístico-histórico de España y sus posesiones de Ultramar de Pascual Madoz con las siguientes palabras:

TIME: pago dependiente del ayunt. y parr. de Tetir, en la isla de Fuerteventura, en la prov. de Canarias, part. jud. de Teguise: sit. en un terreno calizo y de poca profundidad, el cual prod. en años lluviosos trigo, cebada y barrilla en bastante cantidad, pero nada en los que hay escasez de agua. Se cria alguna cochinilla, aunque mucha menos de la que podia, por ser su suelo propio para tuneras. En este pago como casi en todos los de la isla, si se recogiesen las aguas de lluvia; nivelando el terreno y haciéndole inundar se asegurarian las cosechas; se cultivan algunos árboles, que no prosperan, ya porque sus naturales se dedican poco al trabajo, ya porque les falta la debida proteccion de parte de los propietarios, ya tambien porque los ganados todo lo talan y destruyen. Tiene una ermita dedicada á Ntra. Sra. de las Mercedes en que se dice misa todos los dias festivos, pagada por los vec. ind.: algun telar de lino y lana, cuyo lienzo y ropa gastan para su uso los hab. pobl., riqueza y contr. con el ayunt. (V.).
(Madoz, 1849, p. 759)

En la actualidad, pertenece al municipio de Puerto del Rosario. En 2023, la entidad singular de población tenía empadronados 439 habitantes y el núcleo de población, también 439.